# Petr Stuchlík
Petr Stuchlík (* 8. dubna 1977 Zlín) je český podnikatel a manažer podnikající v oblasti finančnictví a médií. Většinu svojí dosavadní profesní kariéry spojil s finančně poradenskou společností Fincentrum, kterou na přelomu tisíciletí spoluzaložil a až do svého vstupu do politiky v roce 2018 také spoluvlastnil. Ve volbách na podzim 2018 byl kandidátem hnutí ANO 2011 na primátora Prahy, do června 2019 působil v zastupitelstvu hlavního města Prahy. Nyní je[kdy?] prostřednictvím své společnosti Duck Sauce spoluvlastníkem algoritmického investičního fondu Quant či pánského zakázkového krejčovství Le Premier. Kromě toho mu patří soutěž Banka roku a ceny klasické hudby Classic Prague Awards. Momentálně[kdy?] se plně věnuje svému novému projektu Corrency, kteréhož je generálním ředitelem a akcionářem. 

## Život
Mezi lety 1995 a 2001 vystudoval Fakultu managementu Vysoké školy ekonomické v Praze. Během vysokoškolského studia absolvoval v roce 1999 studijní pobyt na Erasmus University v nizozemském Rotterdamu.
Ještě při studiích na VŠE v Praze založil v dubnu roku 2000 společně s Martinem Nejedlým finančně poradenskou společnost Fincentrum. Její internetové aktivity v čele s portálem www.fincentrum.cz odkoupila v červnu 2001 mediální skupina MAFRA, v níž Stuchlík od září 2002 budoval a řídil obchodní oddělení zpravodajského portálu iDNES.cz. Po dvou letech se stal navíc zástupcem obchodního ředitele deníků Mladé fronty DNES, Lidové noviny a Metropolitní expres. Na starosti měl také obchodní pobočky v krajských městech a elektronická média.[zdroj?]
Po sjednocení obchodních týmů mediální skupiny MAFRA v roce 2005 byl jmenován zástupcem obchodního ředitele celé skupiny. Kromě tištěných deníků tak odpovídal i za obchod internetových portálů iDNES, lidovky.cz, jobdnes.cz, televize Óčko, hudebního časopisu Filter a pražských rádií Classic FM a Expresrádio. Mezitím však rychle rostla finančně poradenská společnost Fincentrum, a tak skupinu MAFRA v roce 2006 opustil, aby se mohl z pozice generálního ředitele plně věnovat rozvoji vlastní firmy.[zdroj?]
V té době už Fincentrum vyhlašovalo ocenění Banka roku, provozovalo projekt Fincetrum Hypoindex, který poskytuje informací o reálně poskytnutých úrokových sazbách hypoték, a obrat celé skupiny dosahoval 100 milionů korun. V roce 2008 byly finančně poradenské služby spadající pod Fincentrum a.s. v nezávislém hodnocení České televize označeny za nejkvalitnější v tuzemsku.[zdroj?] O rok později firma pod Stuchlíkovým vedením dosáhla obratu půl miliardy korun. Následovala řada dalších ocenění, například v květnu 2012 bylo Fincentrum českým ekonomickým týdeníkem EURO vyhodnoceno jako nejlepší finančně-poradenská společnost pro penzijní reformu.[zdroj?]
Rok 2013 byl pro Fincentrum přelomový. Stuchlík i Nejedlý totiž na jeho začátku prodali majoritu ve firmě mezinárodním investorům Arx Equity Partners a Capital Dynamics, ponechali si jen menšinový podíl. O rok později se Stuchlík stal prostřednictvím své firmy Voice of Prague (dříve Kesmar Service) vlastníkem rozhlasových stanic Expres radio a Classic FM. Obě stanice získal od německého mediálního koncernu Rheinisch-Bergische Verlagsgesellschaft (RBVG). Ten dříve vlastnil skupinu MAFRA, její nový majitel holding (Agrofert podnikatele Andreje Babiše) však neměl o rozhlasovou divizi zájem, a tak stanice zůstaly v majetku RBVG. V letech 2015 až 2017 Stuchlík absolvoval kurz OPM (Owners Presidents Management) na americké Harvard Business School.
Dalším klíčovým rokem v kariéře Petra Stuchlíka byl rok 2018. Kromě investice do nebankovního poskytovatele spotřebitelských úvěrů Fair Credit, kterého v červenci téhož roku prodal, se rozhodl také pro vstup do politiky, když přijal nabídku předsedy hnutí ANO 2011 Andreje Babiše, aby se v podzimních komunálních volbách stal kandidátem hnutí na pražského primátora. Krátce před volbami, jež se konaly 5. a 6. října byl dokončen prodej 100 % Fincentra švýcarské skupině Swiss Life, Stuchlík tak po 18 letech firmu definitivně opustil. Se společností Seznam.cz se také dohodl na prodeji rádií Classic FM a Expresradio (transakce byla dokončena v únoru 2019) a ve volbách se stal zastupitelem hlavního města Prahy.
V červnu 2019, krátce předtím, než oznámil odchod z politiky, koupil prostřednictvím své společnosti Duck Sauce za nižší desítky milionů korun od firem Westbourne a Amista 65% podíl ve společnosti Robot Asset Management SICAV s podfondem Quant. Zároveň oznámil, že chce do pěti let zvýšit objem aktiv pod správou fondu z 500 milionů na 4 miliardy.
V polovině března 2020 společně s dalšími ekonomy založil neformální občanskou iniciativu KoroNERV-20, která hledala cesty jak zmírnit dopady pandemie covidu-19 na českou ekonomiku.
V roce 2021 se Petr Stuchlík aktivně zapojil do inovativního projektu Corrency v pozici generálního ředitele a zároveň akcionářem.
V roce 2025 se Stuchlíkovo jméno objevilo v médiích v souvislosti s patentem číslo 310238 – Způsob shromažďování, evidence a zpřístupnění informací o zdravotní péči a jejích výsledcích. Patent, který byl na konci roku 2024 schválen Úřadem průmyslového vlastnictví, patří firmě ProVisio, jejímž majitelem je právě Petr Stuchlík. Patent „procesně ochraňuje všechna elektronická centrální řešení“ určená ke shromažďován í a sdílení informací o zdravotním stavu pacientů, kdy přispěvateli těchto dat jsou poskytovatelé zdravotní péče a zdravotní pojišťovny. ProVisio na základě svého patentu požaduje od zdravotních pojišťoven milionové licence za jejich mobilní aplikace nebo zastavení jejich provozu.

## Politická kariéra

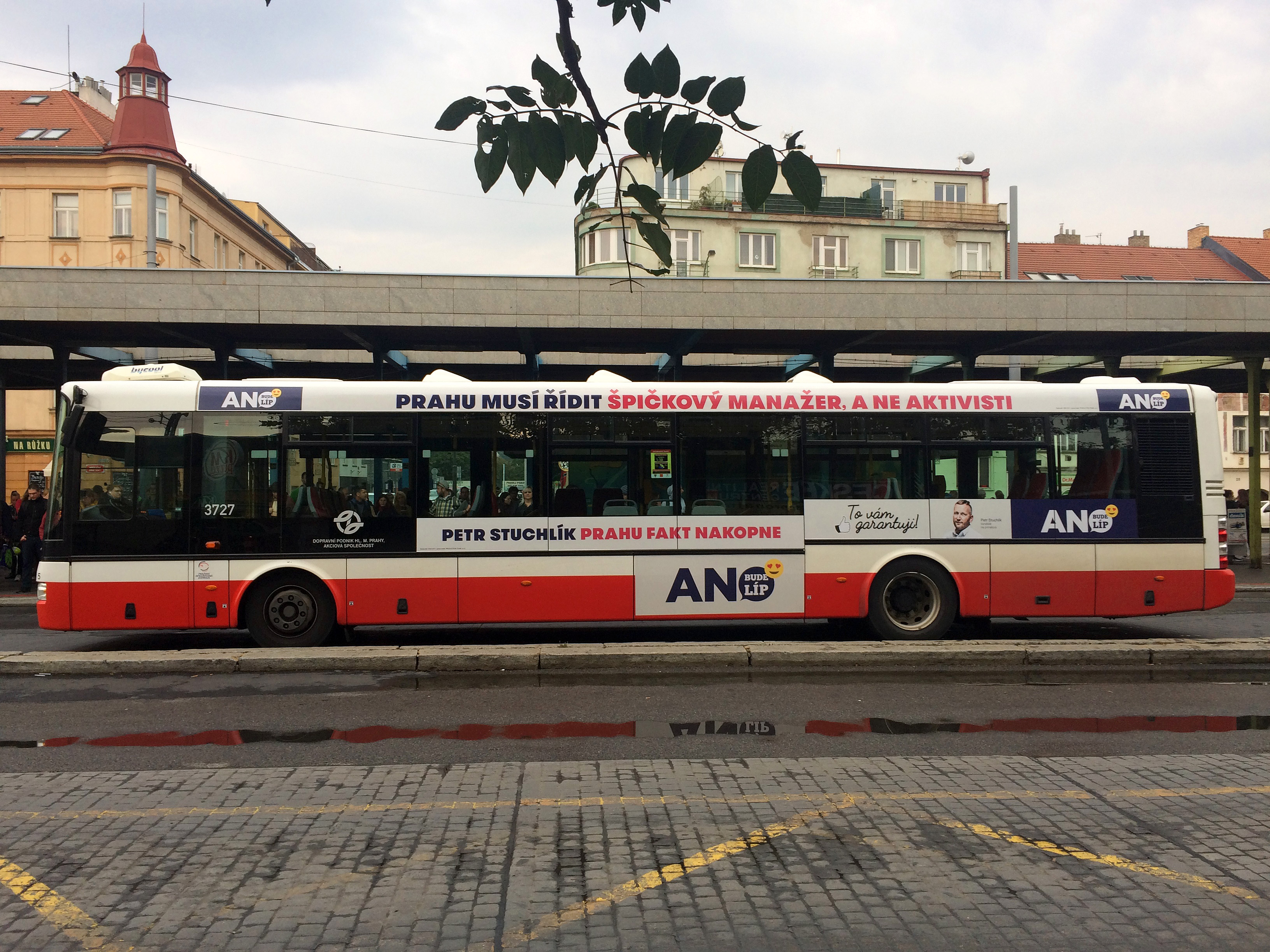
Jedním ze sloganů, s nimiž šel Stuchlík do primátorské kampaně, je „Prahu musí řídit špičkový manažer, a ne aktivisti“

Vstup Petra Stuchlíka do politiky se pojí s komunálními volbami roku 2018, jež se uskutečnily 5. a 6. října 2018. Stuchlík v nich vedl jako nestraník kandidátku hnutí ANO 2011 v Praze a byl tak jedním z uchazečů o post pražského primátora. V čele kandidátky nahradil tři měsíce před volbami Patrika Nachera, kterého zvolila lídrem pražská organizace ANO 2011. V souladu s vnitřními pravidly hnutí však může celostátní výbor zasahovat do kandidátek a měnit pořadí kandidátů, což se stalo i v tomto případě.
Den před oficiálním zahájením kampaně v září 2018 Stuchlík oznámil prodej svého zbylého podílu ve společnosti Fincentrum švýcarské firmě Swiss Life. Již v červenci prodal společnost Fair Credit, což zdůvodnil častými dotazy médií na jeho podnikání. Fair Credit poskytovala krátkodobé půjčky do 150 tisíc korun, přičemž úroky mohly dosáhnout desítek procent a nejdůležitější údaj RPSN (roční procentní sazba nákladů) v některých případech překročil i 200 procent. I proto se firma umístila v Indexu odpovědného úvěrování vydávaného organizací Člověk v tísni na 30. místě ze 42 hodnocených společností.
V kampani se Stuchlík snažil oslovit voliče pořádáním takzvaných sousedských večeří, které byly zaměřené především na obyvatele pražských sídlišť. V médiích pak nejvíce rezonovala jeho prezentace neobvyklé vize architektonického řešení Libeňského mostu založené na nápadu architekta Jaromíra Pizingera. Na mostě, jenž byl v té době uzavřený kvůli havarijnímu stavu, měly být podle této vize byty a park, zatímco mostovka a provoz na ní by se skryla do tunelu.
Ve volbách do pražského zastupitelstva nakonec hnutí ANO získalo 15,37 % hlasů a skončilo na pátém místě za ODS (17,86 %), Českou pirátskou stranou (17,07), hnutím PRAHA SOBĚ (16,57 %) a koalicí STAN, TOP 09 (16,29 %). Petr Stuchlík se stal jedním z 12 zastupitelů hnutí ANO 2011, to však po koaličních vyjednáváních skončilo v opozici, zatímco pozici primátora získal Zdeněk Hřib z České pirátské strany.
V lednu 2019 se Stuchlík stal členem ANO 2011 a na únorovém celostátním sněmu hnutí se chtěl ucházet o post v předsednictvu. I kvůli tomu, že se stal členem hnutí na poslední chvíli, však nakonec mezi kandidáty nebyl. V červnu 2019 oznámil rezignaci na mandát pražského zastupitele, svůj konec v politice a návrat k byznysu. „Byla to mimořádná roční zkušenost. Ale stále hůře jsem se smiřoval s tím, že v politice na rozdíl od byznysu nemůžu věci rychle měnit a posouvat k lepšímu,“ vysvětlil konec svého politického angažmá. V zastupitelstvu ho nahradil Stanislav Nekolný.

## Kritika
Podle zpravodajského serveru Echo24.cz byl Petr Stuchlík lichvář, jelikož ještě krátce před oznámením své (neúspěšné) kandidatury na pražského primátora vlastnil podíl ve společnosti Fair Credit, která „se živí krátkodobými půjčkami s velmi vysokým úrokem“.  Podle Indexu odpovědného úvěrování Člověka v tísni poskytovala společnost Fair Credit v roce 2019 roční půjčku 50 000Kč za více než 30 000Kč, tedy ten, kdo by si u Fair Credit půjčil 50 000Kč na rok, by musel vrátit celkem 80 000Kč.

## Osobní život
Petr Stuchlík žije v Praze, kde dříve téměř 20 let žil se svým bývalým partnerem Davidem Šimoníkem, který působí jako tiskový mluvčí společnosti Kapsch. Je autorem prvních českých knih o internetové reklamě – Marketing na internetu (2000) a Reklama na internetu (2002). Ve volném čase poslouchá vážnou hudbu, rád cestuje a alespoň jednou týdně pilotuje sportovní letoun Cirrus SR22T.